# Witaj w klubie
Witaj w klubie (ang. Dallas Buyers Club) – amerykański dramat filmowy z 2013 roku w reżyserii Jean-Marca Valléego. Zdjęcia kręcono w Nowym Orleanie i Baton Rouge.
Światowa premiera filmu miała miejsce 7 września 2013 roku, podczas 38. Międzynarodowego Festiwalu Filmowego w Toronto. Polska premiera filmu odbyła się 17 listopada w ramach 21. Międzynarodowego Festiwalu Sztuki Autorów Zdjęć Filmowych Plus Camerimage w Bydgoszczy.

## Fabuła
Głównym bohaterem filmu jest Ron, elektryk i jeździec rodeo, który dowiaduje się, że jest zainfekowany wirusem HIV i pozostało mu 30 dni życia. Gdy okazuje się, że mogące uratować mu życie leki nie są jeszcze zaaprobowane przez FDA (agencję dopuszczającą leki do obrotu i stosowania w USA), Ron udaje się do Meksyku, gdzie dowiaduje się o alternatywnych formach terapii. Szybko wpada na pomysł, by przemycać leki z Meksyku do USA i sprzedawać je innym, zainfekowanym wirusem HIV, pacjentom. Zakłada „Dallas Buyers Club”, klub którego członkowie po opłaceniu składki członkowskiej mogą korzystać z zapewnionych przez Rona leków.

## Obsada
- Matthew McConaughey jako Ron Woodroof
- Jennifer Garner jako doktor Eve Saks
- Jared Leto jako Rayon
- Denis O’Hare jako doktor Sevard
- Steve Zahn jako Tucker
- Dallas Roberts jako David Wayne
- Michael O’Neill jako Richard Barkley
- Griffin Dunne jako doktor Vass
- Jane McNeill jako Francine Suskind
- James DuMont jako ojciec Rayona
- Bradford Cox jako Sunny, kochanek Rayona
- Kevin Rankin jako T. J.
- Lawrence Turner jako Larry

## Nagrody i nominacje
86. ceremonia wręczenia Oscarów
- nominacja: najlepszy film − Robbie Brenner i Rachel Winter
- nominacja: najlepszy scenariusz oryginalny − Craig Borten i Melisa Wallack
- nagroda: najlepszy aktor pierwszoplanowy − Matthew McConaughey
- nagroda: najlepszy aktor drugoplanowy − Jared Leto
- nagroda: najlepsza charakteryzacja − Adruitha Lee i Robin Mathews
- nominacja: najlepszy montaż − John Mac McMurphy i Martin Pensa

71. ceremonia wręczenia Złotych Globów
- nagroda: najlepszy aktor w filmie dramatycznym − Matthew McConaughey
- nagroda: najlepszy aktor drugoplanowy − Jared Leto

20. ceremonia wręczenia nagród Gildii Aktorów Ekranowych
- nagroda: wybitny występ aktora w roli pierwszoplanowej − Matthew McConaughey
- nagroda: wybitny występ aktora w roli drugoplanowej − Jared Leto
- nominacja: wybitny występ zespołu aktorskiego w filmie kinowym

28. ceremonia wręczenia Independent Spirit Awards
- nagroda: najlepsza główna rola męska − Matthew McConaughey
- nagroda: najlepsza drugoplanowa rola męska − Jared Leto

18. ceremonia wręczenia Satelitów
- nagroda: najlepszy aktor w filmie fabularnym − Matthew McConaughey
- nagroda: najlepszy aktor w roli drugoplanowej − Jared Leto